# Kesebotten
Kesebotten este o arie protejată (arie specială de conservare — SAC, sit de importanță comunitară — SCI, arie de protecție specială avifaunistică — SPA) din Suedia întinsă pe o suprafață de 197,2 ha, integral pe uscat.

## Localizare
Centrul sitului Kesebotten este situat la coordonatele 59°34′39″N 12°00′35″E / 59.5774°N 12.0098°E.

## Înființare
Situl Kesebotten a fost declarat arie de protecție specială avifaunistică în decembrie 1996 pentru a proteja 2 specii de animale. Alte tipuri de protecție:
- sit de importanță comunitară (în decembrie 1998)
- arie specială de conservare (în martie 2011)[1][3][4]

## Biodiversitate
Situată în ecoregiunea boreală, aria protejată conține 4 habitate naturale: Mlaștini turboase de tranziție și turbării mișcătoare, Lacuri și iazuri distrofice naturale, Mlaștini împădurite, Taiga vestică.
La baza desemnării sitului se află mai multe specii protejate de  păsări (2): ciocănitoare de munte (Picoides tridactylus), ciocănitoare verzuie (Picus canus).